# Automaticidad
La automaticidad es la capacidad de hacer cosas, sin ocupar la mente con el control activo o atención de los detalles, permitiendo obtener un patrón de respuesta automático o hábito. Esto normalmente es el resultado de aprender, repetir, y practicar.
Ejemplos de automaticidad son: actividades cotidianas como andar, hablar, montar en bici, trabajar en línea de ensamblaje, y conducir un coche (este último a veces denominado "hipnosis de autopista"). Luego de que una actividad se practica suficientemente, es posible enfocar la mente en otras actividades o pensamientos mientras se practica una actividad automatizada (por ejemplo, mantener una conversación o discutir mientras se conduce un auto).

## Características
John Bargh (1994), basado en más de una década de investigación, sugirió que normalmente son cuatro las características que acompañan al comportamiento automático:
Conciencia
Una persona puede ser inconsciente del proceso mental que está sucediendo.
Intencionalidad
Una persona puede no ser consciente al iniciar un proceso mental.
Eficacia
Los procesos mentales automáticos tienden a tener una baja carga cognitiva, requiriendo relativamente bajo recursos mentales.
Control
Una persona puede no tener la capacidad de parar o alterar un proceso después de que lo inicie.
Bargh declara que estas son características sencillamente comunes; no todos son necesarios para que un proceso sea considerado automático. Por ejemplo, activar el estereotipo ha sido descrito como un proceso automático: es involuntario y eficaz, requiriendo poco esfuerzo. 
Sin embargo, la activación del estereotipo está acompañado con el conocimiento casual y si los objetivos de los procesos son incompatibles pueden ser controlados. Por lo tanto la activación de estereotipo sólo satisface dos criterios de Barge, pero aun así se considera como un ejemplo de proceso automático.

## En la lectura
LaBerge y Samuels (1974) ayudaron a explicar como leyendo se desarrolla la fluidez. La automaticidad se refiere a conocer cómo se desarrolla una tarea arbitraria, en un nivel competente sin requerir esfuerzo consciente, es decir es una forma de competencia inconsciente.
Además, si el estudiante es automático o es "un lector especializado, múltiples tareas están siendo ejecutadas al mismo tiempo, como descodificar las palabras, comprender la información, relacionando la información con el conocimiento previo del asunto, haciendo inferencias, y evaluando la utilidad de la información a un informe que él o ella está escribiendo" (Samuels). Es esencial el entender la automaticidad y por lo tanto, como se consigue un mejor rendimiento del estudiante. Esto es importante para profesores porque la automaticidad tendría que estar enfocada sobre los primeros años de vida para asegurar un nivel más alto de habilidades lectoras en la adolescencia.

## Interrupción
La automaticidad puede ser interrumpida por la atención explícita cuándo la dedicación de la atención consciente al patrón altera el contenido o el timing del mismo patrón.  Este fenómeno es especialmente marcado en situaciones que la característica de riesgo alta está en aumento o en disminución y se impone el estrés psicológic asociado sobre una mente consciente; una de estas características de las situaciones "críticas"  pueden a) ser perfectos o incluso destacados ("flujo") o b) se deteriorados ("fallido").
Este efecto ha sido denominado el "efecto El dilema del ciempiés" después de la fábula del "Dilema del Ciempiés", donde un sapo immobiliza a un ciempiés sencillamente por preguntar cómo anda. El ciempiés normalmente se mueve inconscientemente y se detiene por reflejos conscientes. El psicólogo George Humphrey se refirió a esta parábola en 1923 en La historia de la mente del hombre: "Ningún hombre especializado en unas necesidades de comercio puede poner su atención constante en el trabajo rutinario,". "Si él lo hace , el trabajo es apto de ser estropeado."

## Influencia
En Influencia, libro de Robert Cialdini sobre las tácticas de influencias y psicología sociales, Cialdini explica qué patrones de respuesta automática son comunes en el comportamiento humano, y qué pueden ser fácilmente provocados, incluso con entradas erróneas. Describe un experimento conducido por psicólogos sociales Langer, Chanowitz, y Blank qué ilustran qué obedecen las personas ante una petición si oyen palabras que les gustan el sonido cuando se les da una razón, incluso si no se proporciona ninguna razón real. Los experimentos se aproximan a personas estando en directo para utilizar una fotocopiadora con una de estas tres peticiones:
- "Discúlpeme. Tengo 5 páginas. Podría usar la impresora Xerox porque tengo prisa?"
- "Discúlpeme. Tengo 5 páginas. Podría usar la impresora Xerox?" O
- "Discúlpeme. Tengo 5 páginas. Podría usar la impresora Xerox porque tengo que hacer algunas copias?"

| Petición pequeña | Estímulo sonoro  |
| Petición pequeña | Ningún estímulo  |
| Petición pequeña | Estímulo placebo |
| Petición grande  | Estímulo sonoro  |
| Petición grande  | Ningún estímulo  |
| Petición grande  | Estímulo placebo |

Cuándo se da más respuestas a un estímulo, el 94% de las respuestas de las personas cumplen con los requisitos. Pero cuándo dan una respuesta sin estímulo sonoro, sólo el 60% cumple con los requisitos. Pero cuándo dan una respuesta ante un estímulo sonoro pero no lo es, la conformidad salta al 93%. Langer, Chanowitz, y el Blank están convencidos de que la mayoría del comportamiento humano cae en patrones automáticos de respuesta.
Aun así, cuándo la petición fue más grande (20 páginas en lugar de 5), los sujetos esperan un estímulo sonoro antes de obedecer, como se muestra en la tabla.